# 李尚信
李 尚信（イ・サンシン、朝鮮語: 이상신/李尙信、1928年3月5日 - 1983年3月16日）は、大韓民国の政治家。第5・8・9・10代韓国国会議員。

## 経歴
日本統治時代の慶尚南道陜川郡に生まれた。大邱大学（現・大邱大学校）法文学部政治科を卒業。
1960年7月29日に実施された第5代総選挙に民主党から立候補して当選し、国会議員となり、第8代総選挙で再び当選後は第10代総選挙まで3回連続当選した。他に民衆党慶尚南道第10地区党委員長、新民党慶尚南道道党副委員長・中央常任委員会副委員長・副総務・院内対策委員・中央常務委員会議長・政務委員、国会運営委員会幹事、弱視再活協会会長、国際議員環境会議韓国代表を務めた。
1983年3月16日、肝疾患により55歳で死去した。